# Palazzo dell'Unità
Il Palazzo dell'Unità (in francese: Palais de l'Unité; conosciuto anche come Palazzo Etoudi) è il nome della residenza ufficiale del presidente del Camerun. Situato nei quartieri settentrionali di Yaoundé, ospita anche la maggior parte dei servizi legati alla presidenza della Repubblica e alla Segreteria generale della Repubblica.
L'attuale residente del Palazzo dell'Unità è Paul Biya, presidente della Repubblica dal 6 novembre 1982.
Vasto complesso immobiliare, il Palazzo dell'Unità, progettato dall'architetto franco-tunisino Olivier-Clément Cacoub, ospita gli uffici ufficiali e la residenza del presidente della Repubblica del Camerun.
L'edificio principale (il palazzo) si trova al centro di questo complesso che si estende per diversi ettari sopra una collina originariamente appartenuta agli Etoudi, uno dei tanti gruppi indigeni della capitale camerunense.

## Arte barocca e bunker
Come tutte le opere firmate da Cacoub (il palazzo di Mobutu nel suo villaggio natale di Gbadolite, il palazzo presidenziale di Yamoussoukro in quello di Houphouët-Boigny), il Palazzo dell'Unità è un'opera frutto "della fusione dell'arte barocca e orientale di alcune delle sue opere con il lusso insolente".
La costruzione del Palazzo dell'Unità risale ai primi anni '80.
L'ex presidente Ahidjo, che lo inaugurò meno di quattro mesi prima di lasciare il potere (diede le dimissioni nel novembre 1982), aveva investito 200 miliardi di franchi CFA per la costruzione di questo edificio, tanto sontuoso quanto lussuoso, che si rivela una vera e propria fortezza.
L'edificio, meta turistica per le sue dimensioni e la sua bellezza architettonica, è chiuso al pubblico. Il presidente riceve lì solo funzionari scelti con cura e alcune persone privilegiate durante una serata di gala organizzata la sera del 20 maggio, festa nazionale.

## Abitanti
Non sono mai state rilasciate informazioni sull'architettura interna, sui compartimenti e sulla capienza del palazzo. L'identità dei suoi residenti è relativamente sconosciuta: a parte la famiglia presidenziale, che non ha altra residenza ufficiale oltre al Palazzo Etoudi, e la sua stretta guardia, non si sa chi viva realmente in questo complesso.
L'edificio principale è dotato di un universo sotterraneo e di un bunker dove si dice che il presidente Paul Biya si sia rifugiato durante il sanguinoso tentativo di colpo di Stato del 6 aprile 1984, proprio all'inizio della sua presidenza.

## Incidenti
Due gravi episodi riportati dalla stampa illustrano le difficoltà legate alla natura e alla manutenzione degli impianti.
Il primo incidente è stato il crollo di una sezione del muro del palazzo, nella notte tra domenica 14 e lunedì 15 settembre 2008, a causa dell'erosione del tempo e soprattutto delle forti piogge cadute sulla capitale camerunense.
Il secondo incidente è stato un incendio: "La presidenza della Repubblica del Camerun è stata uccisa da un incendio generale l'11 giugno 2012. "La centrale elettrica del palazzo, un'infrastruttura delicata e strategica con una capacità di 15.000 kilowatt, ha rischiato di diventare il punto di partenza di un diluvio di fiamme", secondo la stampa locale.